# Giovanni Pietro Dal Toso
Giovanni Pietro Dal Toso (n. Vicenza, Región de Véneto, Italia, 6 de octubre de 1964) es un arzobispo católico, filósofo, teólogo y canonista italiano. 

## Biografía

### Primeros años y formación
Nació el día 6 de octubre de 1964, en la ciudad italiana de Vicenza (Véneto), donde su padre trabajaba como agente del cuerpo policial, Arma de Carabineros. Más tarde se mudaron hacia el municipio de Laives en el cual creció, que está situado en la Región de Trentino-Alto Adigio.
Cuando era joven descubrió su vocación religiosa y por lo tanto decidió ingresar en el Seminario Mayor de Bresanona. 
También se trasladó a Austria durante un tiempo para licenciarse en Teología por la Universidad de Innsbruck.

### Sacerdocio
El 24 de junio de 1989 fue ordenado sacerdote para la Diócesis de Bolzano-Bresanona, por el entonces obispo, Wilhelm Emil Egger OFM Cap.
Luego quiso ampliar sus estudios universitarios, convirtiéndose en Doctor en Filosofía por la Pontificia Universidad Gregoriana y una Licenciatura en Derecho Canónico por la Pontificia Universidad Lateranense.

## Santa Sede
En la Curia Romana trabajó en el Pontificio Consejo "Cor Unum", primero como oficial (desde 1996), luego como subsecretario (desde 2004 y, finalmente, como secretario (del 22 de junio de 2010 al 31 de diciembre de 2016. 
Con la supresión del Pontificio Consejo "Cor Unum", pasó a ser desde el 1 de enero de 2017 secretario delegado del Dicasterio para el Servicio del Desarrollo Humano Integral. Del 18 al 23 de enero de ese mismo año, fue enviado por el papa Francisco a visitar la ciudad siria de Alepo, afectada por la Guerra Civil y las oleadas del terrorismo.

### Episcopado
El 9 de noviembre de 2017 fue nombrado arzobispo Titular de Foratiana, secretario adjunto de la Congregación para la Evangelización de los Pueblos y presidente de las Obras Misionales Pontificias (OMP) por el papa Francisco. Recibió la ordenación episcopal el 16 de diciembre de manos del cardenal Fernando Filoni.
El 21 de enero de 2023 fue nombrado nuncio apostólico en Jordania y el 17 de febrero, también en Chipre.